# Pulau Ram
Pulau Ram är en ö i Indonesien.   Den ligger i provinsen Papua Barat, i den östra delen av landet, 2 800 km öster om huvudstaden Jakarta. Arean är 0,61 kvadratkilometer.
Terrängen på Pulau Ram är platt. Öns högsta punkt är 43 meter över havet. Den sträcker sig 0,8 kilometer i nord-sydlig riktning, och 1,6 kilometer i öst-västlig riktning.